# Polyplectropus hamatiformis
Polyplectropus hamatiformis är en nattsländeart som beskrevs av Wolfram Mey 1990. Polyplectropus hamatiformis ingår i släktet Polyplectropus och familjen fångstnätnattsländor. Inga underarter finns listade i Catalogue of Life.